# Get Low (сингл Waka Flocka Flame)
«Get Low» — четвертий сингл з другого студійного альбому Triple F Life: Friends, Fans & Family американського репера Waka Flocka Flame. Гук треку співає Flo Rida. Зйомки кліпу відбулись 23 липня 2012 в Атланті. Режисер: Бенні Бум. У відео можна побачити Gucci Mane, натомість у ньому нема Flo Rida. 31 серпня кліп дебютував у шоу 106 & Park на телеканалі BET.

## Чартові позиції
«Get Low» — перша пісня у кар'єрі репера, що потрапила до Canadian Hot 100.
| Чарт (2012)              | Найвища позиція |
| ------------------------ | --------------- |
| Канада                   | 58              |
| США                      | 72              |
| US Hot Rap Songs         | 25              |
| US Hot R&B/Hip-Hop Songs | 67              |